# توتوري (محافظة)
محافظة توتوري (باليابانية: 鳥取県، توتوري-كن) إحدى محافظات اليابان، تقع في منطقة تشوغوكو، جنوب جزيرة هونشو. عاصمتها مدينة توتوري.

## توأمة
لتوتوري (محافظة) اتفاقيات توأمة مع كل من:
- غانغوون
- بريمورسكي كراي
- خبي
- جيلين
- محافظة توف

## أعلام
- إريكو ياماغوتشي
- أسامي شيمودا
- يوشيهايد فوغيوارا
- تاكايوكي كوندو
- ماساتو فوكوي